# 알라미다 해군항공기지

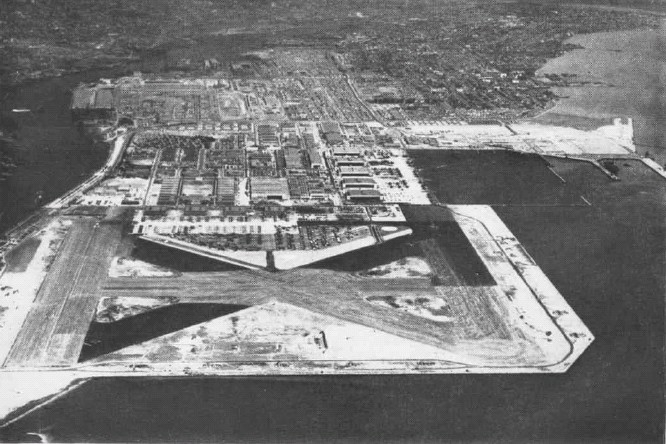

알라미다 해군항공기지(Naval Air Station Alameda)는 미국 샌프란시스코 앨러미다 (캘리포니아주)시에 위치한 미국 해군의 군사기지이다. 활주로 2개가 설치되어 있다. 1997년에 폐쇄되었다.

## 역사
1997년 냉전 해체에 따른 미군 효율성 증강을 위한 기지 통폐합 계획(Base Realignment And Closure, BRAC)으로 폐쇄되었다. 민간용 활주로로 이용되지도 않고 있다. 미국 국방부의 기지 통폐합 계획은 5번 시행되었다. 1988년, 1991년, 1993년, 1995년, 2005년. 5번의 시행으로 350개 이상의 군사기지가 폐쇄되었다.

## 같이 보기
- 헌터스 포인트 조선소 - 샌프란시스코의 미해군 조선소